# Marko Korhonen
Marko Aulis Korhonen (* 18. August 1969 in Kajaani) ist ein ehemaliger finnischer Judoka.

## Sportliche Karriere
Der 1,70 m große Marko Korhonen kämpfte bis 1992 überwiegend im Halbleichtgewicht, der Gewichtsklasse bis 65 Kilogramm. Seinen einzigen finnischen Meistertitel gewann er 1991 allerdings im Leichtgewicht.
Korhonen schied bei den Europameisterschaften 1989 in Helsinki im Viertelfinale gegen den Schweden Fredrik Norén aus. Zwei Jahre später erreichte er bei den Weltmeisterschaften 1991 in Barcelona ebenfalls das Viertelfinale und unterlag dann dem Franzosen Bruno Carabetta. Bei den Olympischen Spielen 1992 in Barcelona verlor er seinen Auftaktkampf gegen den Iren Ciarán Ward durch Schiedsrichterentscheid (yusei-gachi).
1993 schied Korhonen bei Europa- und Weltmeisterschaften frühzeitig aus. Danach nahm er kaum noch an internationalen Turnieren teil.
Markos Bruder Jorma Korhonen trat ebenfalls bei den Olympischen Spielen 1992 an, eine Gewichtsklasse über Marko.